# NABI
A NABI (North American Bus Industries) a világ egyik vezető tömegközlekedési busz gyártója volt. Az 1992-ben alapított vállalat gyökerei a hetvenes évekig nyúlnak vissza. A NABI Magyarországon belül Kaposváron és Budapesten működtetett buszkarosszéria-gyártó és összeszerelő üzemeket. A cég gyártotta a világon egyedülálló, SCRIMP technológiával készülő könnyűszerkezetes autóbuszát, a CompoBus-t. A NABI buszai a hagyományos dízelmotorok mellett a környezetbarát gázüzemű (CNG, LNG) motorokkal, valamint hibrid meghajtással egyaránt készültek. A céget 2013-ban felvásárolta a New Flyer Industries, amely 2015-ben leállította a NABI márkanév alatti buszok gyártását.

## Története
A North American Bus Industries (röviden NABI) története 1976-ban kezdődött, amikor kereskedelmi megállapodás született a magyar Ikarus és amerikai Crown Coach vállalatok között. Együttműködésük eredményeként 1977-ben megjelent Los Angelesben az első Magyarországon tervezett csuklós autóbusz. Az 1980-as években az együttműködést felbontották és az Ikarus új stratégiai megállapodást kötött az Union City Body Company-vel (UCBC), hasonló működés szerint: Magyarországon tervezték a buszokat és gyártották a vázakat, míg a végszerelésre az Egyesült Államokban került sor. 1992-ben az Első Magyar Alap tulajdonába került az UCBC, Amerikai Ikarus néven. Így már nem csak a tervezés, de a design és az alkatrészek biztosítása is magyar feladat volt. A karosszéria a Budapest-mátyásföldi) gyárban készül, míg az autóbuszok kiszerelése az Alabama állambeli Annistonban történik a NABI Inc. üzemében. 2001-ben, zöldmezős beruházásként felépült a NABI kaposvári gyára, ahol a világon egyedülálló kompozit autóbuszok készülnek. A NABI 2000-ben, az brit Optare felvásárlásával lépett az európai piacra, majd 2002-től kínálta a Magyarországon gyártott NABI 700 SE elővárosi, helyközi autóbuszt. A 2006-os évben az amerikai NABI Inc., és a magyarországi NABI üzemek, egy új tulajdonos, az amerikai Cerberus Capital Management, L.P. tulajdonába kerültek. A cég budapesti üzeme továbbra is az acélvázas autóbuszokat készíti modern technológiák alkalmazásával. A 2001-ben alapított és 2008 óta ismét üzemelő kaposvári gyáregység pedig az üvegszál erősítésű karosszériákat készíti, működése során a magyar és európai uniós környezetvédelmi előírásoknak is megfelel.
A céget 2013. júniusában felvásárolta az egyik legnagyobb amerikai riválisa, a New Flyer.
A cég csak a külföldi gyáregységeket vette meg, a budapesti gyáregységet az Evopro, a Kaposváron található összeszerelő üzemet pedig egy török cég vette meg.

## Gyártmányai

### Legújabb magyar gyártmánya
Ünnepélyes keretek között gördült ki a NABI Kft. kaposvári üzemének csarnokából a NABI Sirius névre keresztelt autóbusz, amelyet a cég a magyar és az európai autóbusz piacra tervezett. Az első modell átadása fontos lépése a magyarországi járműipar megújulásának, és a NABI termékfejlesztésének egyaránt.
A korábban mintegy 2,5 millió USA dolláros fejlesztésű, az amerikai piacon nagy sikereket aratott NABI BRT formatervét és konstrukciós alapjait felhasználva, újabb nyolc hónapos fejlesztési időszakot követően született meg a NABI Sirius. A NABI Sirius az első tagja egy olyan autóbuszcsaládnak, amely moduláris felépítésének köszönhetően az összes európai, így a magyar igényeket is teljesíteni tudja. Az alap konstrukció kialakítása lehetővé teszi, hogy városi, elővárosi, helyközi szóló- vagy csuklós autóbuszt, trolibuszt, gáz, vagy akár hidrogén hajtású variációt is elkészítsenek belőle. A modularitás abból a szempontból is előnyös, hogy ha egy üzemeltető többfajta autóbuszt választ a családból, akkor nem kell különböző alkatrészeket vásárolni buszonként, hiszen a beépíthető elemek nagy része megegyezik. Az új, európai piacra szánt jármű készen áll a sorozatgyártásra.
A bemutatott autóbusz 12,8 méter hosszú, 110 utas szállítására alkalmas, és kialakításának köszönhetően leginkább városi, illetve elővárosi viszonylatban közlekedhet majd. A fejlesztését, építését és kiszerelését is a NABI hazai szakembergárdája végezte.  A NABI Sirius tervezése során a vállalat igyekezett azt a forradalmi, - szintén magyar -, formatervet követni, amelyet az Amerikába szállított buszok esetében már használ. A gyártó célja autóbuszaival felkelteni az utasok és városlakók érdeklődését. Az Egyesült Államokban több NABI autóbuszt üzemeltető közlekedési társaság is a magyar mérnökök által tervezett autóbusszal népszerűsíti a tömegközlekedés nyújtotta előnyöket. A NABI Sirius nem csupán külső megjelenésében, hanem biztonsági szempontból is hasonlít az amerikai piacra gyártott buszokhoz, amelyek az acélvázas szerkezetnek köszönhetően fokozottan strapabíróak. Emellett környezetvédelem tekintetében is kiemelkedő adottságokkal bír: a NABI Siriusba szerelt 8 literes dízelmotor az EU5-ös normát túlteljesítő EEV besorolásnak is megfelel adalékanyag nélkül, amely csak várhatóan csak 2013-tól lesz kötelező az Unió területén.
A NABI zöldmezős beruházással, még 2001-ben azzal a céllal építette fel kaposvári üzemét, hogy itt kompozit karosszériás buszokat gyártson. Már kezdetben is döntően az amerikai piacra készültek saját fejlesztésű járművek, ám négy év után kénytelenek voltak leállítani a termelést, mert a Magyarországon készülő buszok nem mentesültek az úgynevezett Buy America törvény hatálya alól. Ez kimondja, hogy a szövetségi támogatást élvező közbeszerzéseknél az alkatrészek 60 százalékát amerikai gyártóktól kell beszerezni, sőt az összeszerelést is az Egyesült Államokban kell végezni. Az új piacokban is bízva kétszer sikerült újraindítani a termelést, ám a mintegy 170 dolgozót foglalkoztató üzem idén május végén végképp lehúzta a rolót. Ezzel párhuzamosan a NABI acélkarosszériás buszokat előállító mátyásföldi üzemét is bezárták. Ezt követően a NABI bejelentette, a kaposvári üzemet értékesíteni kívánják. (Forrás: Napi Gazdaság 2013 11.18)
A mintegy 7,5 milliárd forintos fejlesztést, illetve átalakítást követően elsősorban kompozit anyagból készülő szélkeréklapátokat, valamint különböző autóalkatrészeket, többet között motorháztetőket gyárt majd a NABI Gyártó és Kereskedelmi Kft. 2013-ban megvásárolt kaposvári üzemében a török Telateks A.S.-hez tartozó Metyx Composites. Ugur Ustunel, a cég tulajdonosa a város polgármesterével, Szita Károllyal közösen tartott sajtótájékoztatón elmondta, terveik szerint három éven belül mintegy 200, elsősorban korábban a NABI-nál dolgozó szakembernek adnak majd munkát a közel 13 ezer négyzetméteres üzemben. (Forrás: Napi Gazdaság 2013.11.18)

### Jelenlegi gyártmányai
| Modell                             | Hossz                           | Szélesség              | Fénykép                | Meghajtás (üzemanyag)                                        |
| Normál padlós modellek             | Normál padlós modellek          | Normál padlós modellek | Normál padlós modellek | Normál padlós modellek                                       |
| ---------------------------------- | ------------------------------- | ---------------------- | ---------------------- | ------------------------------------------------------------ |
| NABI 416                           | 12,19 m                         | 2,59 m                 |                        | gázolaj, sűrített és folyékony földgáz                       |
| Optima American Heritage Streetcar | 9,14 m 10,67 m                  | 2,44 m                 |                        | gázolaj, sűrített földgáz, propán-bután gáz                  |
| Alacsony padlós modellek           |                                 |                        |                        |                                                              |
| NABI BRT                           | 11,28 m 12,80 m 18,29 m 19,81 m | 2,59 m                 |                        | gázolaj, sűrített földgáz, dízel-elektromos                  |
| Optima Opus                        | 9,14 m 10,67 m                  | 2,51 m                 |                        | gázolaj, dízel-elektromos                                    |
| NABI LFW                           | 9,45 m 10,67 m 12,19 m          | 2,59 m                 |                        | gázolaj, dízel-elektromos sűrített földgáz folyékony földgáz |
| NABI Metro 45C                     | 13,72 m                         | 2,59 m                 |                        | gázolaj, sűrített földgáz                                    |
| Blue Bird Ultra LF                 | 9,14 m 10,67 m                  | 2,59 m                 |                        | gázolaj, sűrített földgáz                                    |